# Agave guadalajarana
Agave guadalajarana är en sparrisväxtart som beskrevs av William Trelease. Agave guadalajarana ingår i släktet Agave och familjen sparrisväxter. Inga underarter finns listade i Catalogue of Life.

## Bildgalleri

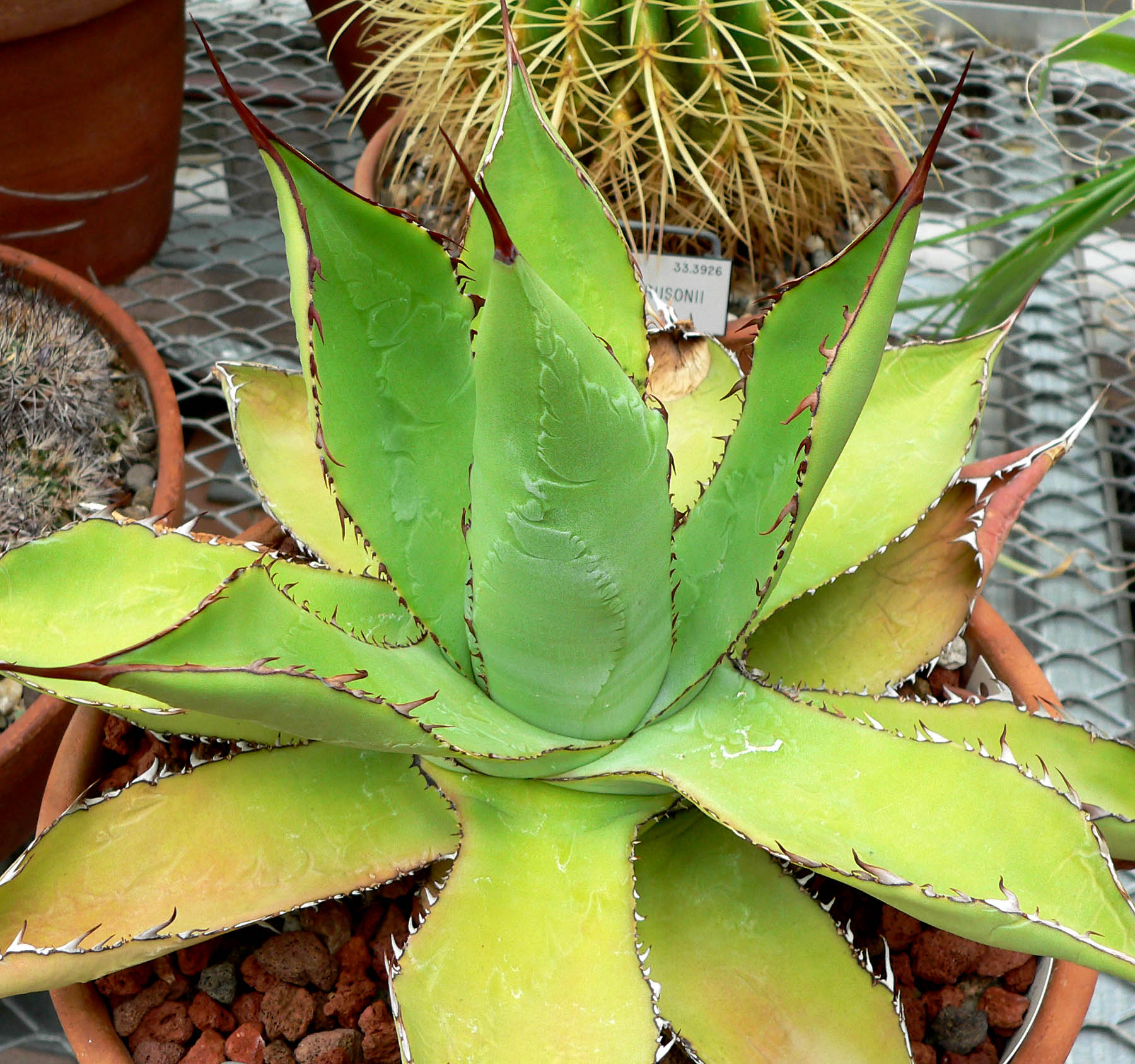
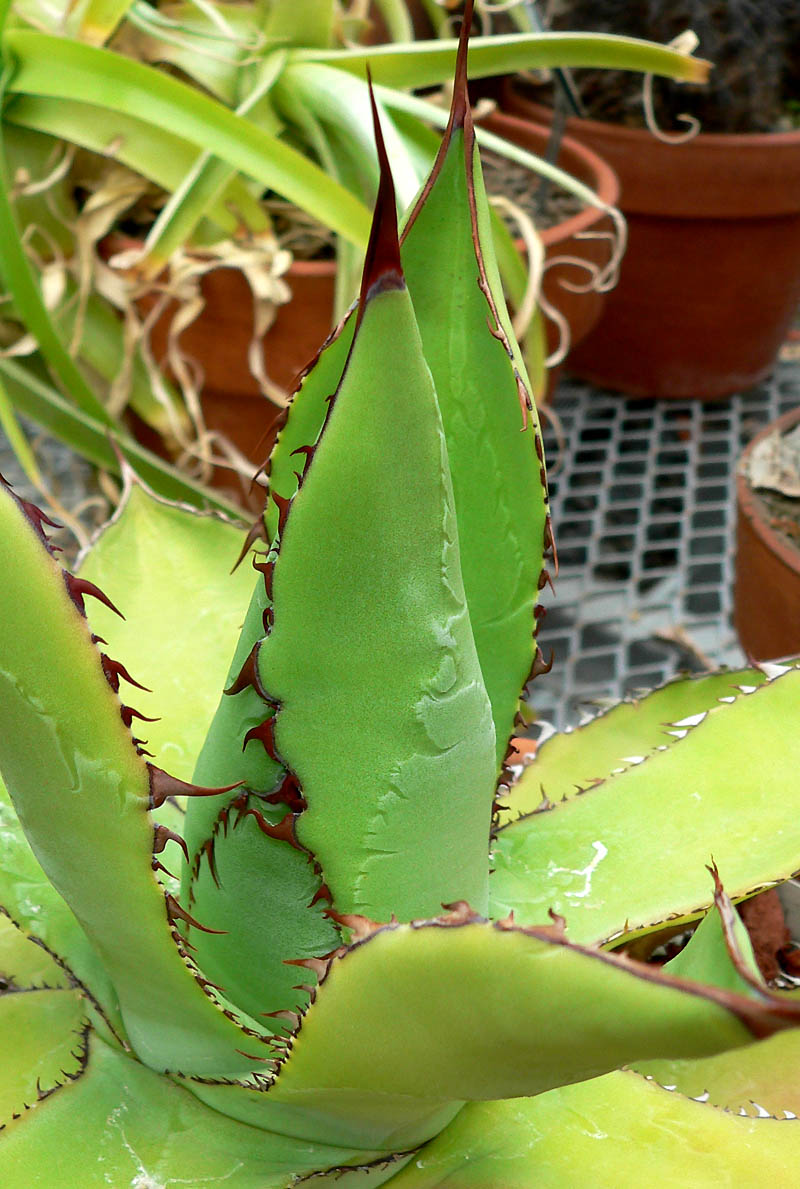
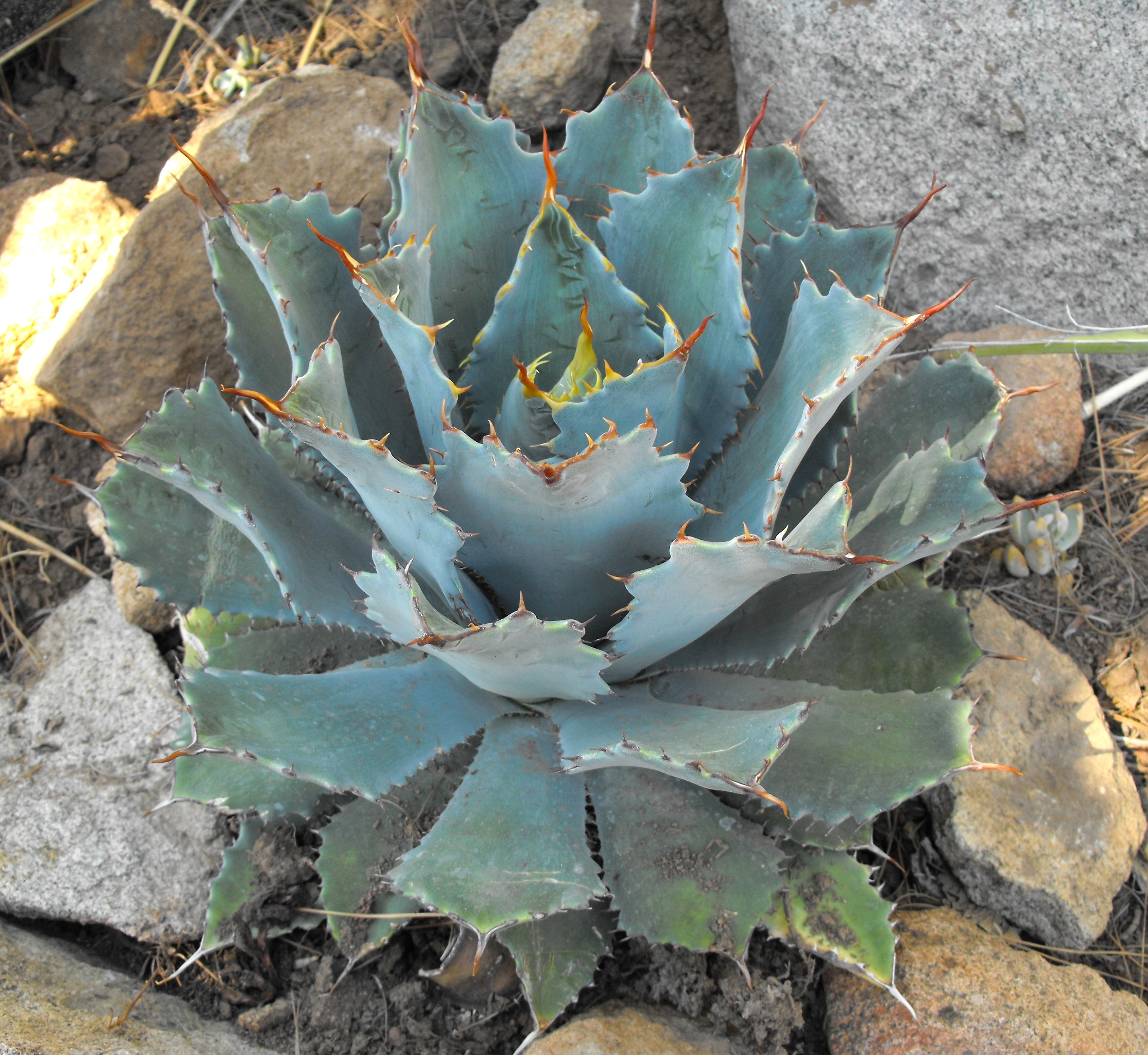
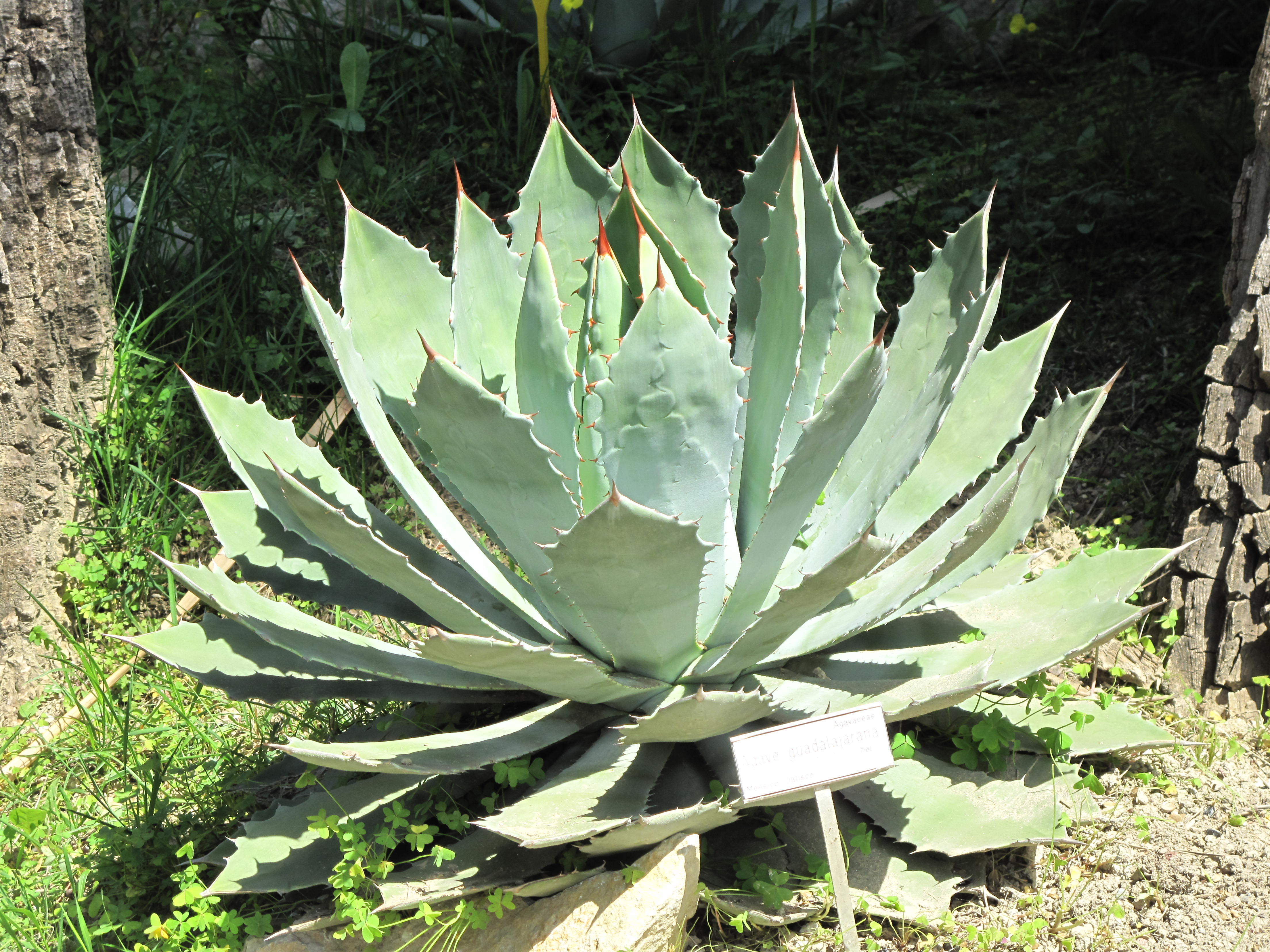